# Chrozophoreae
Chrozophoreae es una tribu de plantas con flores perteneciente a la familia Euphorbiaceae. Comprende 4 subtribus y 12 géneros.
Subtribu Chrozophorinae
Chrozophora
Subtribu Ditaxinae
Argythamnia
Caperonia
Chiropetalum
Ditaxis
Philyra
Subtribu Doryxylinae
Doryxylon
Melanolepis
Sumbaviopsis
Thyrsanthera
Subtribu Speranskiinae
Speranskia